# 2856 Roser
2856 Roser је астероид главног астероидног појаса. Приближан пречник астероида је 23,99 ,
а средња удаљеност астероида од Сунца износи 3,025 астрономских јединица (АЈ).
Инклинација (нагиб) орбите у односу на раван еклиптике је 9,911 степени, а орбитални период износи 1922,574 дана (5,263 година). Ексцентрицитет орбите астероида износи 0,009.
Апсолутна магнитуда астероида износи 11,00 а геометријски албедо 0,122.
Астероид је откривен 14. априла 1933. године.